# Юсиф, Рабах
Раба́х Юси́ф (араб. رباح يوسف‎, англ. Rabah Yousif Bkheit; род. 11 декабря 1986, Омдурман, Хартум) — суданский, а затем британский легкоатлет, бегун на короткие дистанции. Специализируется в беге на 400 метров.
Личный рекорд на дистанции 400 метров — 44,54, установлен на Чемпионате мира 2015 года в Пекине.

## Карьера
Серебряный призёр чемпионата Африки 2008 года в эстафете и 2010 года в беге на 400 метров. На Чемпионате мира 2009 года не смог пробраться в финал, показав в полуфинальном забеге, в котором он участвовал шестое время.
Победитель Всеафриканских игр 2011 года. Не смог выйти в финал чемпионата мира 2011 года. На чемпионате мира в помещении 2012 года не смог закончить дистанцию. На олимпийских играх 2012 года дошёл до полуфинала. Рекордсмен Судана на дистанции 400 метров в помещении — 46,24.
В мае 2013 года получил британский паспорт, и впредь он представляет Великобританию на соревнованиях по лёгкой атлетике.
На чемпионате Европы 2014 года выиграл золотую медаль в эстафете.
На командном чемпионате Европы 2015 года в отсутствии основных лидеров, команда Великобритании заняла только пятое место зачёте, хотя в эстафетном забеге Юсиф со своими напарниками заняли второе место, уступив только команде Франции. В полуфинальном забеге чемпионата мира 2015 года занял третье место, установив личный рекорд (44,54), и впервые в своей карьере выйдя из 45-и секунд. Таким образом, по итогам двух полуфиналов он смог отобраться в финал, где занял шестое место. На том же чемпионате стал бронзовым призёром в эстафете.

## Результаты
| Год                        | Соревнование                                  | Город             | Результат         | Дисциплина        | Время             |
| Представляя Судан          | Представляя Судан                             | Представляя Судан | Представляя Судан | Представляя Судан | Представляя Судан |
| -------------------------- | --------------------------------------------- | ----------------- | ----------------- | ----------------- | ----------------- |
| 2008                       | Чемпионат Африки по лёгкой атлетике           | Аддис-Абеба       | 2-е               | 4×400 м           | 3:04,00           |
| 2009                       | Чемпионат мира по лёгкой атлетике             | Берлин            | (пф.)             | 400 м             | 45,63             |
| 2009                       | Арабский чемпионат по лёгкой атлетике         | Дамаск            | 1-е               | 400 м             | 45,15             |
| 2009                       | Арабский чемпионат по лёгкой атлетике         | Дамаск            | 3-е               | 4×400 м           | 3:10,09           |
| 2010                       | Чемпионат мира по лёгкой атлетике в помещении | Доха              | (пз.)             | 400 м             | 47,21             |
| 2010                       | Чемпионат Африки по лёгкой атлетике           | Найроби           | 2-е               | 400 м             | 45,18             |
| 2010                       | Континентальный кубок IAAF                    | Сплит             | 5-е               | 400 м             | 45,45             |
| 2010                       | Континентальный кубок IAAF                    | Сплит             | 3-е               | 4×400 м           | 3:02,62           |
| 2011                       | Чемпионат мира по лёгкой атлетике             | Тэгу              | (пф.)             | 400 м             | 45,43             |
| 2011                       | Всеафриканские игры                           | Мапуту            | 1-е               | 400 м             | 45,27             |
| 2011                       | Арабский чемпионат по лёгкой атлетике         | Эль-Айн           | 1-е               | 400 м             | 45,96             |
| 2011                       | Арабский чемпионат по лёгкой атлетике         | Эль-Айн           | 1-е               | 4×400 м           | 3:06,97           |
| 2011                       | Панарабские игры                              | Доха              | 3-е               | 400 м             | 45,87             |
| 2011                       | Панарабские игры                              | Доха              | 2-е               | 4×400 м           | 3:07,47           |
| 2012                       | Чемпионат мира по лёгкой атлетике в помещении | Стамбул           | (пф.)             | 400 м             | —                 |
| 2012                       | Олимпийские игры                              | Лондон            | (пф.)             | 400 м             | 45,13             |
| Представляя Великобритания |                                               |                   |                   |                   |                   |
| 2014                       | Чемпионат Европы по лёгкой атлетике           | Цюрих             | 1-е               | 4×400 м           | 3:00,65           |
| 2015                       | Чемпионат мира по лёгкой атлетике в помещении | Прага             | 5-е               | 4×400 м           | 3:08,56           |
| 2015                       | Чемпионат мира по легкоатлетическим эстафетам | Нассау            | 6-е               | 4×400 м           | 3:01,51           |
| 2015                       | Командный чемпионат Европы по лёгкой атлетике | Чебоксары         | 2-е               | 4×400 м           | 3:00,54           |
| 2015                       | Чемпионат мира по лёгкой атлетике             | Пекин             | 6-е               | 400 м             | 44,68             |
| 2015                       | Чемпионат мира по лёгкой атлетике             | Пекин             | 3-е               | 4×400 м           | 2:58,51           |